# Список нагород і номінацій Muse
Muse — англійський альтернативний рок-гурт, що був сформований Метью Белламі, Крістофером Волстенхолмом і Домініком Говардом в Тінмуті. Усього випустила сім студійних альбомів: «Showbiz» (1999), «Origin of Symmetry» (2001), «Absolution» (2003), «Black Holes & Revelations» (2006), «The Resistance» (2009) і «The 2nd Law» (2012), «Drones» (2015).
«Supermassive Black Hole», перший сингл з четвертого альбому групи — досяг четвертого місця в британських чартах. П'ятий альбом групи, «The Resistance», досяг 1 місця в чартах 32 країн і третього — в американському чарті, завдяки чому став третім альбомом поспіль, що підкорив вершини музичних Олімпів.
Muse були десять разів номіновані на Brit Awards, ставши двічі переможцем; обидва рази в категорії «Найкращий концертний гурт» (англ. Best Live Act), в 2005 і знову в 2007. Гурт також чотири рази переміг в MTV Europe Music Awards в категорії «Найкращий альтернативний гурт» (англ. «Best Alternative Act» в 2004 і 2006, і «Найкращий британський та ірландський гурт» (англ. «Best UK & Irish Act») в 2004 і 2007. 
Альбом «Black Holes & Revelations» переміг у номінації «Найкращий британський альбом» (англ. «Best British Album») на BRIT Awards і був визнаний найкращим альбомом MTV Europe Video Awards і NME Awards. Останні нагороджували групу в номінаціях «Найкращий концертний гурт» (англ. «Best Live Band») у 2005, 2008 і 2009 роках; «Найкращий британський гурт» (англ. «Best British Band») в 2007 і в «Найкращий новий гурт»(англ. «Best New Band») у 2000 роках.
Журнал Q Magazine також нагороджував музикантів як видатних концертних виконавців; гурт переміг в номінації «Найкращий концертний гурт» (англ. «Best Live Act») в 2003, 2004, і 2006, а в 2009 та 2016 тріумфально взяла гору в номінації «Найкращий гурт сьогодення в світі»(англ. «Best Act in the World Today»). Є двократними володарями нагороди Греммі «Найкращий рок-альбом»(англ. «Best Rock Albun») за альбоми «The Resistance» і «Drones».
25 вересня 2008 року Плінмутський університет вручив учасникам гурту почесну ступінь доктора мистецтв.
В цілому, Muse отримали 57 нагород з 134 номінацій за свою історію.

## AltRock Awards
Нагорода AltRock Award вручається щорічно американською радіостанцією i99Radio. Muse отримали 2 номінації.
| Рік  | Номіновано                                   | Категорія               | Результат |
| ---- | -------------------------------------------- | ----------------------- | --------- |
| 2018 | Muse (разом з Thirty Seconds to Mars іPVRIS) | Турне року              | Перемога  |
| 2018 | Muse (разом з Thirty Seconds to Mars іPVRIS) | Найкращий онлайн-виступ | Номінація |

## American Music Awards
American Music Award — щорічна музична премія, була заснована Діком Кларком в 1973 році. Одного разу номіновані, Muse виграли нагороду.
| Рік  | Номіновано | Категорія                           | Результат |
| ---- | ---------- | ----------------------------------- | --------- |
| 2010 | Muse       | Найкращий альтернативний виконавець | Перемога  |

## Best Art Vinyl Award
Нагорода The Best Art Vinyl вручається з 2005 року Art Vinyl Ltd за найкращу ілюстрацію альбому минулого року. Премію присуджують шляхом громадського голосування зі списку 50 кандидатів від музичної індустрії та експертів графічного дизайну. 2009 року The Resistance виграв премію, обійшовши Manic Street Preachers і Fever Ray, посівши перше місце. В 2012, The 2nd Law посів третє місце.
| Рік  | Номіновано     | Категорія                   | Результат |
| ---- | -------------- | --------------------------- | --------- |
| 2009 | The Resistance | Найкраща ілюстрація альбому | Перемога  |
| 2012 | The 2nd Law    | Найкраща ілюстрація альбому | Номінація |

## Billboard Music Awards
| Рік  | Номіновано | Категорія                           | Результат |
| ---- | ---------- | ----------------------------------- | --------- |
| 2011 | Muse       | Найкращий рок-виконавець            | Номінація |
| 2011 | Muse       | Найкращий альтернативний виконавець | Номінація |

## Brit Awards
Muse були вісім разів номіновані на цю премію, і двічі перемогли.
| Рік  | Номіновано                | Категорія                   | Результат |
| ---- | ------------------------- | --------------------------- | --------- |
| 2001 | Muse                      | Найкращий британський дебют | Номінація |
| 2004 | Muse                      | Найкращий рок-концерт       | Номінація |
| 2005 | Muse                      | Найкращий концертний гурт   | Перемога  |
| 2007 | Muse                      | Найкращий британський гурт  | Номінація |
| 2007 | Muse                      | Найкращий концертний гурт   | Перемога  |
| 2007 | Black Holes & Revelations | Найкращий альбом в Британії | Номінація |
| 2008 | Muse                      | Найкращий концертний гурт   | Номінація |
| 2010 | Muse                      | Найкращий британський гурт  | Номінація |
| 2013 | Muse                      | Найкращий британський гурт  | Номінація |
| 2013 | Muse                      | Найкращий концертний гурт   | Номінація |

## Grammy
| Рік  | Номіновано     | Категорія                                        | Результат |
| ---- | -------------- | ------------------------------------------------ | --------- |
| 2011 | Resistance     | Найкраще вокальне рок-виконання дуетом чи групою | Номінація |
| 2011 | Resistance     | Найкраща рок-пісня                               | Номінація |
| 2011 | The Resistance | Найкращий рок-альбом                             | Перемога  |
| 2013 | Madness        | Найкраща рок-пісня                               | Номінація |
| 2013 | The 2nd Law    | Найкращий рок-альбом                             | Номінація |
| 2014 | Panic Station  | Найкраща рок-пісня                               | Номінація |
| 2016 | Drones         | Найкращий рок-альбом                             | Перемога  |

## European Festival Awards
European Festival Awards — музична премія, що вручається щорічно в різних номінаціях за всі аспекти музичних фестивалів, які проходили в Європі. Будучи вперше номінованими на цю нагороду в двох номінаціях, Muse перемогли в обох.
| Рік  | Номіновано | Категорія           | Результат |
| ---- | ---------- | ------------------- | --------- |
| 2010 | Muse       | Найкращий хедлайнер | Перемога  |
| 2010 | Uprising   | Гімн року           | Перемога  |

## UK Festival Awards
UK Festival Awards — премія, що вручається за музичні фестивалі, що проходили у Великій Британії.
| Рік  | Номіновано | Категорія                   | Результат |
| ---- | ---------- | --------------------------- | --------- |
| 2004 | Muse       | Найкращий живий виступ      | Перемога  |
| 2006 | Muse       | Найкращий рок-виступ        | Перемога  |
| 2006 | Muse       | Найкращий виступ хедлайнера | Перемога  |
| 2008 | Muse       | Найкращий виступ хедлайнера | Номінація |
| 2015 | Muse       | Найкращий хедлайнер         | Номінація |

## Live UK Music Business Awards
| Рік  | Номіновано                             | Категорія                     | Результат |
| ---- | -------------------------------------- | ----------------------------- | --------- |
| 2010 | Виступ на фестивалі Glastonbury, 2010  | Найкращий живий виступ        | Перемога  |
| 2010 | Виступ на фестивалі T in the Park 2010 | Найкращий фестивальний виступ | Перемога  |

## BT Digital Music Awards
BT Digital Music Awards — це британська музична премія, що проводилася щорічно протягом 10 років з 2002 по 2011 рік (окрім 2009 року). Професіонали музичної індустрії номінували та обирали артистів, концертні майданчики та апаратне забезпечення, а на публічне голосування виносили лише 2 категорії — Найкращий офіційний сайт і Найкращий фан-сайт.
| Рік  | Номіновано                                                                                 | Категорія                   | Результат |
| ---- | ------------------------------------------------------------------------------------------ | --------------------------- | --------- |
| 2003 | Muse                                                                                       | Найкращий рок/інді артист   | Перемога  |
| 2006 | Muse                                                                                       | Найкращий рок-артист        | Перемога  |
| 2006 | Invictus.softmeg.com [Архівовано 28 жовтня 2016 у Wayback Machine.] (пізніше Muselive.com) | Найкращий неофіційний сайт  | Перемога  |
| 2007 | Muse                                                                                       | Найкращий рок/інді артист   | Перемога  |
| 2010 | Muse                                                                                       | Артист року                 | Номінація |
| 2010 | Промо-сайт United States Of Eurasia                                                        | Найкраще цифрове просування | Номінація |
| 2010 | Muse                                                                                       | Найкращий гурт              | Номінація |
| 2010 | muse.mu [Архівовано 27 вересня 2009 у Wayback Machine.]                                    | Найкращий офіційний сайт    | Перемога  |
| 2010 | Muselive.com                                                                               | Найкращий фан-сайт          | Перемога  |
| 2011 | muse.mu [Архівовано 27 вересня 2009 у Wayback Machine.]                                    | Найкращий офіційний сайт    | Номінація |
| 2011 | Muselive.com                                                                               | Найкращий фан-сайт          | Номінація |

## Vodafone Live Music Awards
| Рік  | Номіновано | Категорія                                                       | Результат |
| ---- | ---------- | --------------------------------------------------------------- | --------- |
| 2006 | Muse       | Найкращий живий виступ                                          | Перемога  |
| 2006 | Muse       | Емоційний концертний виступ                                     | Номінація |
| 2007 | Muse       | Найкраща видовищна постанова                                    | Номінація |
| 2007 | Muse       | Найкращий живий виступ                                          | Номінація |
| 2007 | Muse       | Sony Ericsson: Турне року (за Black Holes and Revelations Tour) | Перемога  |
| 2008 | Muse       | Найкращий живий виступ                                          | Номінація |

## Ivor Novello Awards
Ivor Novello Awards, названа на честь Айвора Новелло, — нагорода за композиторство і авторські пісні. Її щорічно вручає у Лондоні Британська академія піснярів, композиторів і авторів (BASCA), яка була і залишається церемонією нагородження, що не залежить від видавців і звукозаписних компаній, її присуджує письменницька спільнота.
| Рік  | Номіновано | Категорія         | Результат |
| ---- | ---------- | ----------------- | --------- |
| 2011 | Muse       | Міжнародна премія | Перемога  |

## Kerrang! Awards
Ці нагороди присуджує популярний музичний журнал «Kerrang!». Muse виграли 4 нагороди з 11 номінацій.
| Рік  | Номіновано              | Категорія                          | Результат |
| ---- | ----------------------- | ---------------------------------- | --------- |
| 2001 | Muse                    | Найкращий британський гурт         | Перемога  |
| 2002 | Muse                    | Найкращий живий концерт у Британії | Перемога  |
| 2002 | Muse                    | Найкращий британський гурт         | Номінація |
| 2003 | Muse                    | Найкращий британський гурт         | Номінація |
| 2004 | Muse                    | Найкращий британський гурт         | Номінація |
| 2004 | Muse                    | Найкращий виступаючий гурт         | Номінація |
| 2004 | Absolution              | Найкращий альбом                   | Перемога  |
| 2006 | Muse                    | Найкращий виступаючий гурт         | Перемога  |
| 2006 | Supermassive Black Hole | Найкращий сингл                    | Номінація |
| 2007 | Muse                    | Найкращий виступаючий гурт         | Номінація |
| 2007 | Muse                    | Найкращий британський гурт         | Номінація |

## Mercury Prize
| Рік  | Номіновано                | Категорія   | Результат |
| ---- | ------------------------- | ----------- | --------- |
| 2006 | Black Holes & Revelations | Альбом року | Номінація |

## Meteor Music Awards
Це національна музична нагорода Ірландії. Muse отримали одну нагороду, і були номіновані три рази.
| Рік  | Номіновано                      | Категорія                          | Результат |
| ---- | ------------------------------- | ---------------------------------- | --------- |
| 2007 | Black Holes & Revelations       | Найкращий міжнародний альбом       | Номінація |
| 2007 | Muse                            | Найкращий міжнародний гурт         | Номінація |
| 2008 | Виступ на фестивалі Oxegen 2007 | Найкращий міжнародний живий виступ | Перемога  |

## MTV Awards

### MTV Asia Awards
MTV Asia Awards — аналог європейської церемонії для азійського регіону, тільки проводиться один раз на 2 роки. Muse вдалося отримати одну перемогу.
| Рік  | Номіновано          | Категорія           | Результат |
| ---- | ------------------- | ------------------- | --------- |
| 2008 | Muse Asia Tour 2007 | Bring Da House Down | Перемога  |

### MTV EMA
Muse отримали 5 нагород з 14 номінацій на цю престижну музичну премію.
| Рік  | Номіновано                            | Категорія                                   | Результат |
| ---- | ------------------------------------- | ------------------------------------------- | --------- |
| 2004 | Muse                                  | Найкращий альтернативний виконавець         | Перемога  |
| 2004 | Muse                                  | Найкращий британський і ірландський виступ  | Перемога  |
| 2006 | Black Holes & Revelations             | Найкращий альбом                            | Номінація |
| 2006 | Muse                                  | Найкращий альтернативний виконавець         | Перемога  |
| 2007 | Black Holes and Revelations Tour      | Хедлайнер                                   | Перемога  |
| 2007 | Muse                                  | Найкращий британський і ірландський виступ  | Перемога  |
| 2009 | Muse                                  | Найкращий альтернативний виконавець         | Номінація |
| 2010 | Muse                                  | Найкращий живий виступ                      | Номінація |
| 2010 | Виступ на фестивалі Rock Am Ring 2010 | Найкращий виступ в рамках «MTV World Stage» | Номінація |
| 2010 | Muse                                  | Найкращий рок-виконавець                    | Номінація |
| 2012 | Muse                                  | Найкращий рок-виконавець                    | Номінація |
| 2012 | The Resistance Tour                   | Найкращий живий виступ                      | Номінація |
| 2015 | Muse                                  | Найкращий рок-виконавець                    | Номінація |
| 2016 | Muse                                  | Найкращий рок-виконавець                    | Номінація |
| 2018 | Muse                                  | Найкращий рок-виконавець                    | Номінація |
| 2018 | Muse                                  | Найкращий концертний виконавець             | Номінація |

### MTV Video Music Awards
MTV Video Music Awards
MTV Video Music Awards — щорічна церемонія нагород за музичні відеокліпи, що проводиться MTV з 1984 . Muse отримали одну перемогу із двох номінації
| Рік  | Номіновано | Категорія                 | Результат |
| ---- | ---------- | ------------------------- | --------- |
| 2010 | Uprising   | Найкращі візуальні ефекти | Перемога  |
| 2010 | Uprising   | Найкраще рок-відео        | Номінація |

## NME Awards
Muse були номіновані 36 разів на нагороди цього журналу і в підсумку отримали 14 нагород.
| Рік  | Номіновано | Категорія                        | Результат |
| ---- | --- | -------------------------------- | --------- |
| 2000 | Muse | Найкращий новий гурт             | Перемога  |
| 2002 | Origin of Symmetry | Найкращий альбом                 | Номінація |
| 2002 | Muse | Найкращий концертний виступ      | Номінація |
| 2005 | Muse | Найкращий концертний гурт        | Перемога  |
| 2007 | Supermassive Black Hole | Найкраща пісня                   | Номінація |
| 2007 | Black Holes and Revelations                                                                                                   | Найкращий альбом                 | Номінація |
| 2007 | Muse | Найкращий концертний гурт        | Номінація |
| 2007 | Muse | Найкращий британський гурт       | Перемога  |
| 2008 | Muse | Найкращий британський гурт       | Номінація |
| 2008 | Виступ на стадіоні Вемблі, 2007                                                                                               | Найкращий концертний захід       | Номінація |
| 2008 | Muse | Найкращий концертний гурт        | Перемога  |
| 2008 | Muse | Найкращий британський гурт       | Номінація |
| 2009 | Muse | Найкращий британський гурт       | Номінація |
| 2009 | Muse | Найкращий концертний гурт        | Перемога  |
| 2009 | HAARP | Найкращий DVD                    | Номінація |
| 2009 | HAARP | Найкраща обкладинка альбому      | Перемога  |
| 2010 | Muse | Найкращий британський гурт       | Перемога  |
| 2010 | Muse | Найкращий концертний гурт        | Номінація |
| 2010 | The Resistance | Найкращий альбом                 | Номінація |
| 2010 | The Resistance | Найкраща обкладинка альбому      | Номінація |
| 2010 | muse.mu [Архівовано 27 вересня 2009 у Wayback Machine.] and twitter.com/muse [Архівовано 4 листопада 2015 у Wayback Machine.] | Найкращий блог гурту             | Номінація |
| 2010 | muse.mu [Архівовано 27 вересня 2009 у Wayback Machine.]                                                                       | Найкращий вебсайт                | Перемога  |
| 2010 | A Seaside Rendezvous | Найкращий концертний захід       | Номінація |
| 2010 | Plug In Baby | Найкращий гітарний риф           | Перемога  |
| 2011 | Muse | Найкращий британський гурт       | Перемога  |
| 2011 | Muse | Найкращий концертний гурт        | Номінація |
| 2012 | Muse | Найкращий британський гурт       | Номінація |
| 2012 | Muse | Найкращий концертний гурт        | Номінація |
| 2012 | Muse | Найвідданіші фанати              | Перемога  |
| 2012 | Muse | Найгірший гурт                   | Номінація |
| 2013 | Muse | Найкраща фан-спільнота           | Перемога  |
| 2013 | Muse | Найкращий Twitter                | Номінація |
| 2014 | Muse | Найгірший гурт                   | Номінація |
| 2014 | Muse | Найкраща фан-спільнота           | Номінація |
| 2015 | Muse | Найкраща фан-спільнота           | Перемога  |
| 2018 | Muse | Найкращий фестивальний хедлайнер | Перемога  |

## NRJ Music Awards
У 2018 році Muse отримали номінацію премії французької радіостанції NRJ, але здобули почесну нагороду.
| Рік  | Номіновано | Категорія                   | Результат |
| ---- | ---------- | --------------------------- | --------- |
| 2018 | Muse       | Міжнародний дует/група року | Номінація |
| 2018 | Muse       | Почесна нагорода NRJ        | Перемога  |

## Q Awards
Із 24 номінацій, Muse перемогли у 6-ти, половина з яких в категорії «Найкращий концертний гурт у світі на сьогодні».
| Рік  | Номіновано                | Категорія                                     | Результат |
| ---- | ------------------------- | --------------------------------------------- | --------- |
| 2001 | Origin of Symmetry        | Найкращий альбом                              | Номінація |
| 2001 | Muse                      | Найкращий концертний гурт                     | Номінація |
| 2002 | Muse                      | Найкращий концертний гурт                     | Номінація |
| 2003 | Time Is Running Out       | Найкращий сингл                               | Номінація |
| 2003 | Time Is Running Out       | Найкраще відео                                | Номінація |
| 2003 | Muse                      | Інновація в звуці                             | Номінація |
| 2004 | Muse                      | Найкращий концертний гурт                     | Перемога  |
| 2004 | Muse                      | Найкращий концертний гурт у світі на сьогодні | Номінація |
| 2006 | Muse                      | Найкращий концертний гурт                     | Перемога  |
| 2006 | Black Holes & Revelations | Найкращий альбом                              | Номінація |
| 2006 | Muse                      | Найкращий концертний гурт у світі на сьогодні | Номінація |
| 2007 | Knights of Cydonia        | Найкращий трек                                | Номінація |
| 2007 | Muse                      | Найкращий концертний гурт                     | Перемога  |
| 2007 | Muse                      | Найкращий концертний гурт у світі на сьогодні | Номінація |
| 2008 | Muse                      | Найкращий концертний гурт у світі на сьогодні | Номінація |
| 2009 | Muse                      | Найкращий концертний гурт у світі на сьогодні | Перемога  |
| 2009 | Uprising                  | Найкращий трек                                | Номінація |
| 2010 | Muse                      | Найкращий концертний гурт                     | Номінація |
| 2010 | Muse                      | Найкращий концертний гурт у світі на сьогодні | Номінація |
| 2012 | Muse                      | Найкращий концертний гурт у світі на сьогодні | Перемога  |
| 2015 | Muse                      | Найкращий концертний гурт у світі на сьогодні | Номінація |
| 2015 | Psycho                    | Найкраще відео                                | Номінація |
| 2016 | Muse                      | Найкращий концертний гурт                     | Номінація |
| 2016 | Muse                      | Найкращий концертний гурт у світі на сьогодні | Перемога  |

## Silver Clef Awards
| Рік  | Номіновано | Категорія              | Результат |
| ---- | ---------- | ---------------------- | --------- |
| 2010 | Muse       | O2 Silver Clef Awards  | Перемога  |
| 2016 | Muse       | Найкращий живий виступ | Номінація |